# Ardtornish Castle

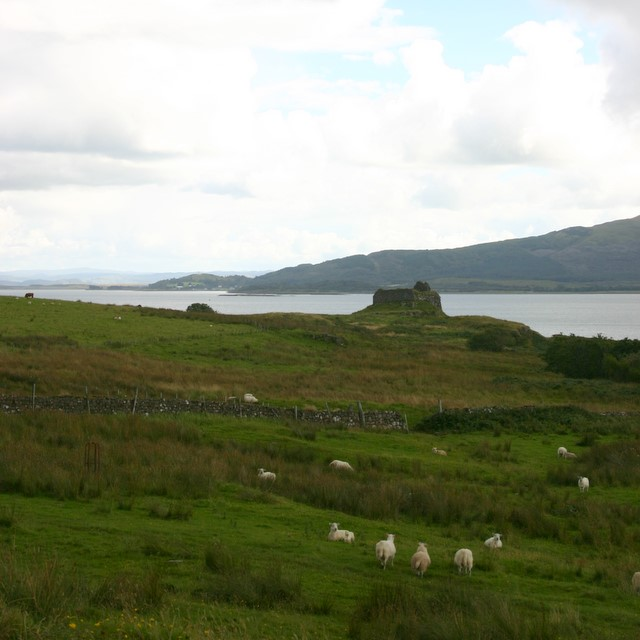
Die Ruinen von Ardtornish Castle mit dem Sound of Mull im Hintergrund

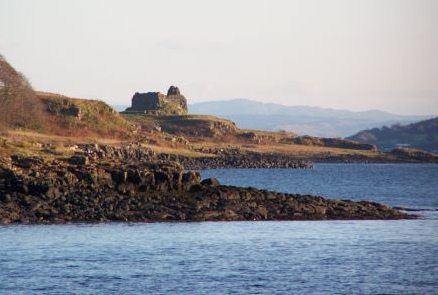
Ruinen von Ardtornish Castle

Ardtornish Castle ist eine Burgruine auf dem Gelände des Anwesens Ardtornish auf der Halbinsel Morvern an der Westküste der schottischen Council Area Highland. Sie liegt am seeseitigen Ende einer Landspitze, die etwa 1,6 km südöstlich des Dorfes Lochaline nach Süden in den Sound of Mull vorspringt. Die Burg war von Anfang des 14. Jahrhunderts bis zum Ende des 15. Jahrhunderts einer der Hauptsitze des Chefs des Clan Donald.
Heute ist die Ruine als Scheduled Monument klassifiziert.
Auf Ardtornish Castle starb in den 1380er-Jahren John Islay, Lord of the Isles, der 6. Chef des Clan Donald. Von dort aus segelte sein Trauerzug durch den Sound of Mull auf die Insel Iona.
Sein Sohn und Nachfolger, Donald of Islay, Lord of the Isles, erließ Chartas in Ardtornish, von denen mindestens zwei bis heute erhalten sind, eine in Latein und die andere in Gälisch. Von hier aus zog der Überlieferung nach die Galeerenflotte, die die Vasallen von den Inseln an die Westküste von Ross-shire transportierte, wo sie anlandeten und ihre Invasion zur Unterstützung des Anspruches der Donalds auf das Earldom of Ross begannen, die 1411 zur unentschiedenen Schlacht von Harlow führte.
Ebenfalls auf Ardtornish Castle traf John of Islays Enkel, der auch John of Islay hieß, der vierte und letzte Lord of the Isles, 1461 die Kommissare von König Eduard IV. von England, um den wohlbekannten Vertrag von Ardtornish-Westminster auszuhandeln, der John of Islay, seinem Verwandten Donald Balloch of Dunnyvaig and the Glens, und dem verbannten Earl of Douglas je ein Drittel des Königreichs Schottland und bis zu dessen Eroberung reiche Geldzahlungen zusprach, wenn diese treue Bürger des Königs von England würden.
Die Offenbarung dieses Vertrages von der englischen Regierung gegenüber der schottischen Regierung 1474 hatte für John of Islay den Verlust des Earldoms of Ross im Folgejahr zur Folge und die endgültige Aberkennung der Lordship of the Isles erfolgte 1493. Nach John of Islays Verbannung blieben die Ländereien von Ardtornish eine Zeitlang in den Händen der Krone, wurden dann aber dem Clan MacLean, den Herren von Duart Castle, die bereits große Ländereien auf Morvern erworben hatten, zu Lehen gegeben.
Vermutlich Ende des 17. Jahrhunderts wurde die Burg aufgegeben. Damals waren Ardtornish und die anderen Ländereien der MacLeans auf Morvern von den Campbells, den Earls of Argyll, einverleibt worden.